# Jean-Louis Ricci
Pas d'image ? Cliquez ici
Jean-Louis Ricci, né le 22 février 1944 à Boulogne-Billancourt et mort le 26 février 2001 à Paris, est un pilote de course automobile français.

## Palmarès

### 24 Heures du Mans

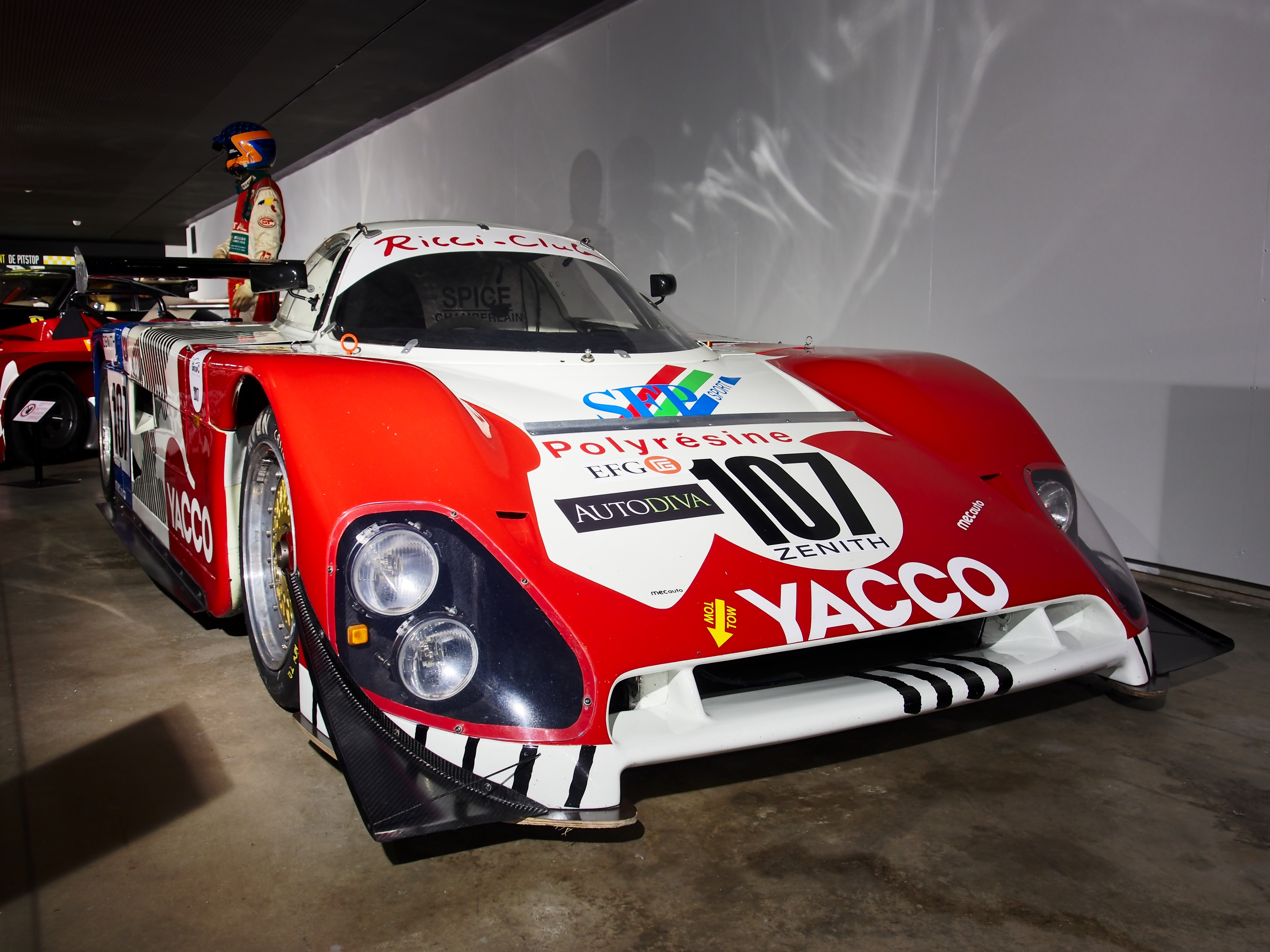
Spice SE88C pilotée par Jean-Louis Ricci aux 24 Heures du Mans 1988

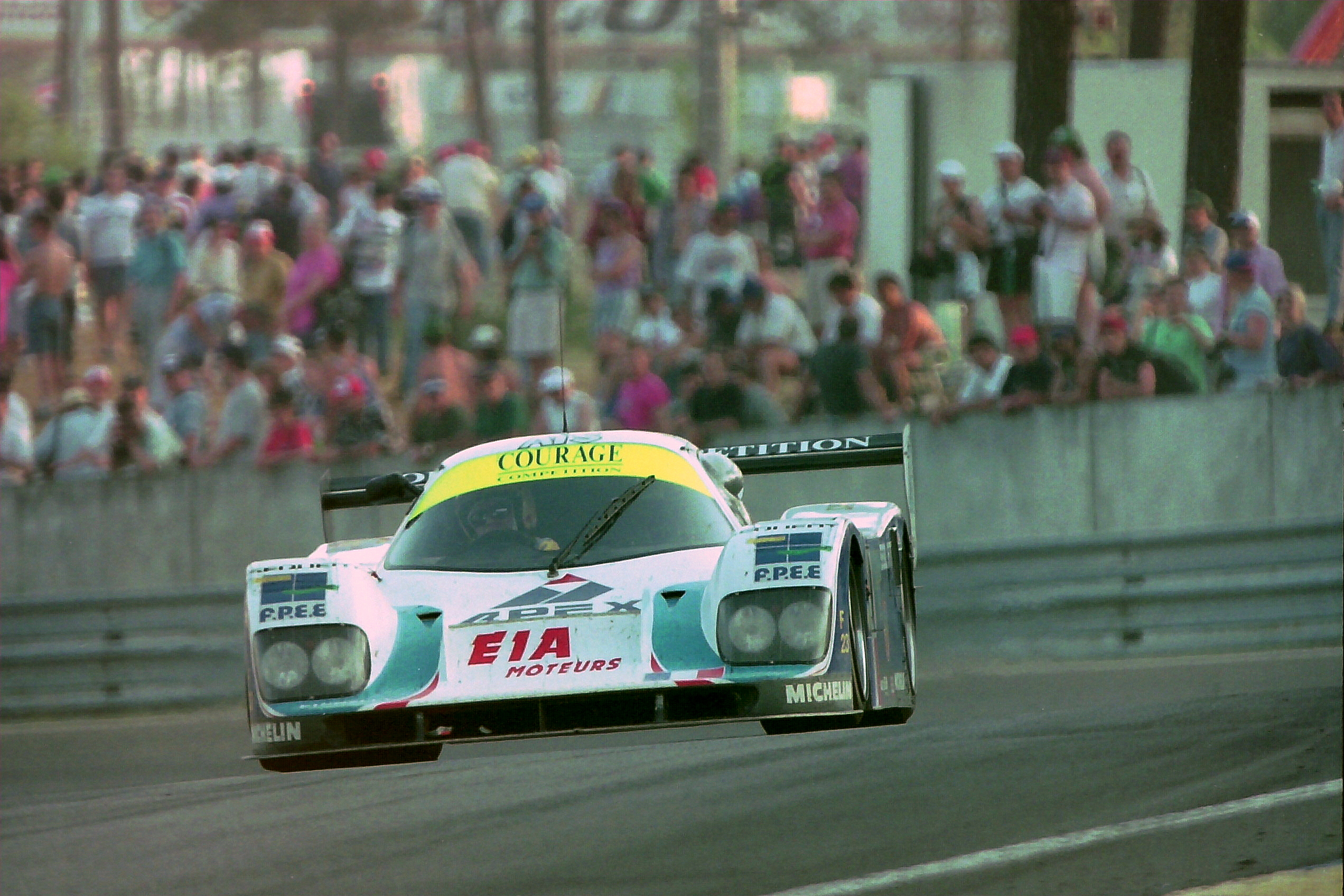
Jean-Louis Ricci aux 24 Heures du Mans 1994 aux mains d'un Courage C32LM

| Année | Écurie                                   | Copilotes                              | Voiture               | Classe | Tours | Pos. | Class Pos. |
| ----- | ---------------------------------------- | -------------------------------------- | --------------------- | ------ | ----- | ---- | ---------- |
| 1987  | Olindo Iacobelli Chamberlain Engineering | Olindo Iacobelli Georges Tessier       | Royale RP40-Ford      | C2     | 13    | Abd. | Abd.       |
| 1988  | Chamberlain Engineering                  | Claude Ballot-Léna Jean-Claude Andruet | Spice SE88C-Ford      | C2     | 17    | Abd. | Abd.       |
| 1989  | Joest Racing                             | Henri Pescarolo Claude Ballot-Léna     | Porsche 962C          | C1     | 371   | 6e   | 6e         |
| 1990  | Joest Porsche Racing                     | Henri Pescarolo Jacques Laffite        | Porsche 962C          | C1     | 328   | 14e  | 14e        |
| 1991  | Euro Racing PC Automotive                | Richard Piper Olindo Iacobelli         | Spice SE89C-Ford      | C1     | 280   | Nc.  | Nc.        |
| 1992  | Courage Compétition                      | Bob Wollek Henri Pescarolo             | Cougar C28S-Porsche   | C3     | 351   | 6e   | 1re        |
| 1993  | Courage Compétition                      | Pierre Yver Jean-François Yvon         | Courage C30LM-Porsche | C2     | 343   | 11e  | 6e         |
| 1994  | Courage Compétition                      | Andy Evans Philippe Olczyk             | Courage C32LM-Porsche | LMP    | 310   | 7e   | 4e         |
| 1997  | Courage Compétition                      | Fredrik Ekblom Jean-Paul Libert (de)   | Courage C36-Porsche   | LMP    | 263   | 16e  | 5e         |
| 1998  | Michel Nourry                            | Michel Nourry Thierry Perrier          | Porsche 911 GT2       | GT2    | 276   | 18e  | 4e         |
| 1999  | Perspective Racing (Nourry compétition)  | Thierry Perrier Michel Nourry          | Porsche 911 3.8 RSR   | GT     | 351   | 21e  | 3e         |
| 2000  | Perspective Racing                       | Thierry Perrier Romano Ricci           | Porsche 911 GT3-R     | GT     | 286   | 23e  | 4e         |